# Teoría topológica cuántica de campo
Una teoría topológica cuántica de campo (TTCC), es una teoría cuántica de campos (TCC) que calcula invariantes topológicos.
Aunque las TTCCs fueron inventadas por los físicos, ellas también son de interés matemático, relacionado, entre otras cosas, con la teoría de nudos y la teoría de tetra-variedades en topología algebraica y la teoría de espacio modular en geometría algebraica. S. Donaldson, V. Jones, E. Witten y M. Kontsevich, han ganado la Medalla Fields por sus trabajos relacionados con la teoría de campos topológica.
En la física de materia condensada, las teorías topológicas cuánticas de campo son teorías efectivas de baja energía, de estados ordenados topológicos, como estados fraccionario de Efecto Hall cuántico, red-cadena condensada y otros estados líquidos cuánticos fuertemente correlacionados.

## Resumen
En una teoría de campo topológica, las funciones de correlación no dependen de la métrica del espacio-tiempo. Esto significa que la teoría no es sensible a los cambios en la forma del espacio-tiempo; si el espacio-tiempo se comba o contrae, no cambian las funciones de correlación. En consecuencia, son invariantes topológicos.
Las teorías de campo topológicas no son muy interesantes en el espacio-tiempo plano de Minkowski usado en física de partículas. El espacio de Minkowski puede ser contraído a un punto, así que una TTCC en el espacio de Minkowski calcula sólo invariantes topológicos triviales. En consecuencia, Las TTCCs se estudian por lo general en espacio-tiempos curvos, como, por ejemplo, superficies de Riemann. La mayoría de las teorías de campo topológicas conocidas están definidas en espacio-tiempos de dimensión inferior a cinco. Parece que existen algunas teorías dimensionales superiores, pero no se entienden muy bien.
Se cree que la gravedad cuántica es independiente del fondo (en algún sentido adecuado) y TTCCs son ejemplos de fondo de las teorías de campo cuántico independiente. Esto ha impulsado la investigación teórica de esta clase de modelos.
(ADVERTENCIA: a menudo se dice que las TTCCs tiene finito grados de libertad. Esto no es una propiedad fundamental. Resulta ser cierto en la mayoría de los ejemplos que los físicos y matemáticos estudian, pero no es necesario. Un modelo sigma topológico con dimensión infinita espacio proyectiva de destino, si tal cosa pudiese definirse, tendría infinito grados de libertad).
Las teorías de campo topológico conocidas caen en dos clases generales: TTCCs tipo-Schwarz y TTCCs tipo-Witten. Las segundas, también se refieren a veces, como teorías de campo cohomológico.

### TTCCs tipo-Schwarz
En TTCCs tipo-Schwarz, las funciones de correlación calculadas por la ruta integral son invariantes topológicos porque la medida integral de la ruta y los observables de campo cuántico son explícitamente independientes de la métrica. Por ejemplo, en el modelo BF, el espacio-tiempo es una variedad bidimensional M, las observables son construidas desde un formulario de dos-forma F, un auxiliar escalar B y sus derivados. La acción (que determina la integral de camino) es
{\displaystyle S=\int _{M}BF\,}
La métrica del espacio-tiempo no aparece en esta teoría, por lo que la teoría es explícitamente topológicamente invariante. Otro ejemplo más famoso es la teoría de Chern-Simons, que puede utilizarse para calcular invariantes de nudo.

### TTCCs tipo-Witten
En TTCCs tipo-Witten, la invarianza topológica es más sutil. Por ejemplo el lagrangiano para el modelo dependen explícitamente de la métrica, pero una muestra de cálculo que el valor esperado de la función de partición y una clase especial de funciones de correlación son en realidad un difeomorfismo invariante.

## Modelos específicos
Atiyah sugiere un conjunto de axiomas de la teoría cuántica topológica de campos (Atiyah, 1988a) que fueron inspirado por los axiomas de teoría conforme de campos de G. Segal y la idea de Witten del significado geométrico de la supersimetría,(Witten, 1982). Los axiomas de Atiyah están construidos pegados a la frontera con una transformación diferenciable (topológica o continua), mientras son Segal con transformación conforme. Estos axiomas han sido relativamente útiles para tratamientos matemáticos de TCCs tipo-Schwarz, aunque no es claro que capten toda la estructura de TCCs tipo-Witten. La idea básica es que una TTCC es un funtor de una determinada categoría de cobordismos a la categoría de espacios vectoriales.
De hecho, hay dos conjuntos diferentes de axiomas que razonablemente podrían llamarse axiomas de Atiyah. Estos axiomas difieren básicamente en si o no estudian una TTCC definida en una solo n-dimensional espacio-tiempo Riemann / Lorentz M fijo, o una TTCC definida en todos los n-dimensional espacio-tiempos a la vez.
Sea {\displaystyle \Lambda } un anillo conmutativo con 1, por ejemplo, {\displaystyle \Lambda =\mathbb {Z} ,\mathbb {R} {\text{ or }}\mathbb {C} } (en su lugar podemos tomar {\displaystyle \Lambda } a ser un campo y que pueda reemplazar {\displaystyle \Lambda =\mathbb {Z} } por el campo {\displaystyle \mathbb {Q} ,\ \mathbb {Z} _{p}}). Atiyah propone originalmente los axiomas de una TTCC en dimensión d definida sobre un anillo de base {\displaystyle \Lambda } Sea que {\displaystyle \Lambda } es un anillo conmutativo con 1, por ejemplo, {\displaystyle \Lambda =\mathbb {Z} ,\mathbb {R} {\text{ or }}\mathbb {C} } (en su lugar podemos tomar {\displaystyle \Lambda } a ser un campo y que pueda reemplazar {\displaystyle \Lambda =\mathbb {Z} } por el campo {\displaystyle \mathbb {Q} ,\ \mathbb {Z} _{p}}). Atiyah propone originalmente los axiomas de una TTCC en dimensión d definida sobre un anillo de base {\displaystyle \Lambda } como sigue, lo cual es símil a la categoría de espacios topológicos.
(A) Un módulo-{\displaystyle \Lambda } finitamente generado {\displaystyle Z(\Sigma )}, asociado a cada variedad cerrada d-dimensional diferenciable {\displaystyle \Sigma } (correspondiente al axioma de  homotopía  ),
(B) Un elemento de {\displaystyle Z(M)\in Z(\partial M)} asociado a cada variedad lisa orientada (d + 1)-dimensional (con borde) {\displaystyle M} (correspondiente a un axioma aditivo ).
Estos datos están sujetos a los siguientes axiomas
(1) {\displaystyle Z} es funtorial con respecto a la orientación que preserva el difeomorfismos de {\displaystyle \Sigma } y {\displaystyle M},
(2) {\displaystyle Z} es involutivo, es decir, {\displaystyle Z(\Sigma ^{*})=Z(\Sigma )^{*}} donde {\displaystyle \Sigma ^{*}} es {\displaystyle \Sigma } con orientación opuesta y {\displaystyle Z(\Sigma )^{*}} denota el módulo dual,
(3) {\displaystyle Z} es multiplicativa.
Además, Atiyah agrega dos axiomas. Es decir, son (4) y (5).
(4) {\displaystyle Z(\phi )=\Lambda } para que la variedad vacía d-dimensional {\displaystyle Z(\phi )=1} y para el variedad vacía (d + 1)-dimensional.
Si consideramos que {\displaystyle Z(M)}, para {\displaystyle M} cerrado, como un invariante numérico de {\displaystyle M}, entonces de una variedad con borde, debemos pensarle {\displaystyle Z(M)\in Z(\partial M)} como un invariante "relativo". Sea {\displaystyle f:\Sigma \times I\rightarrow \Sigma \times I} una orientación que preserve el difeomorfismo e identifique los extremos opuestos de {\displaystyle \Sigma \times I} por {\displaystyle f}. Esto da una variedad {\displaystyle \Sigma _{f}} y nuestros axiomas implican
{\displaystyle \Sigma _{f}={\text{Trace}}\ \Sigma (f)}
donde {\displaystyle \Sigma (f)} es el automorfismo inducido de {\displaystyle Z(\Sigma )}.
(5) {\displaystyle Z(M^{*})={\overline {Z(M)}}} (el axioma  hermítico ). Equivalentemente, {\displaystyle Z(M^{*})} es el disjunto de {\displaystyle Z(M)}.
Tenga en cuenta que para una variedad {\displaystyle M} con borde {\displaystyle \Sigma } siempre podemos formar el doble {\displaystyle M\cup _{\Sigma }M^{*}} que es una variedad cerrada. (5) muestra que
{\displaystyle Z(M\cup _{\Sigma }M^{*})=|Z(M)|^{2}}
siendo que a la derecha se computa la norma en la métrica hermítica (posiblemente indefinida).

### La relación física
Físicamente (2)+(4) está relacionada con invariancia relativista mientras (3)+(5) es indicativo de la naturaleza cuántica de la teoría.
{\displaystyle \Sigma } indica el espacio físico (por lo general, d = 3 para física estándar) y la dimensión extra en {\displaystyle \Sigma \times I} es tiempo "imaginario". El espacio {\displaystyle Z(M)} es el espacio de Hilbert de la teoría cuántica y una teoría física, con una Hamiltoniana {\displaystyle H}, tendrá un operador de evolución temporal {\displaystyle e^{itH}} o un operador " tiempo imaginario" {\displaystyle e^{-tH}}. La característica principal de las TCCs topológicas es que {\displaystyle H=0}, lo que implica que no existe dinámica real o propagación, a lo largo del cilindro {\displaystyle \Sigma \times I}. Sin embargo, puede haber "propagación" no trivial (o túnel de amplitudes) de {\displaystyle \Sigma _{0}} a {\displaystyle \Sigma _{1}} a través de una intervención múltiple {\displaystyle M} con {\displaystyle \partial M=\Sigma _{0}^{*}\cup \Sigma _{1}}; Esto refleja la topología de {\displaystyle M}.
Si {\displaystyle \partial M=\Sigma }, entonces el vector distinguido {\displaystyle Z(M)} en el espacio de Hilbert {\displaystyle Z(\Sigma )} es considerado como el Estado de vacío definido por {\displaystyle M}. Para una variedad cerrada {\displaystyle M} el número {\displaystyle Z(M)} es el valor esperado del vacío. En analogía con la mecánica estadística también se le llama función de partición.
La razón de por qué una teoría con hamiltoniana nula puede ser formulada adecuadamente radica en la aproximación a TCC de la integral de camino de Feynman. Esto incorpora invariancia relativista (que abastece en general a "espacio-tiempos" (d + 1)-dimensionales) y la teoría se define formalmente escribiendo convenientemente una Lagrangiana ---una funcional de los campos clásicos de la teoría. Una Lagrangiana que implica sólo primeras derivadas en el tiempo, formalmente conduce a una Hamiltoniana nula, pero la Lagrangiana sí puede tener características no triviales que lo relacionen con la topología de {\displaystyle M}.
Esta es la interpretación física del teorema de Borel-Weil o el teorema de Borel-Weil-Bott. La lagrangiana de estas teorías es la clásica acción (holonomía de la línea fibrada). Por lo tanto, la TTCC con d = 0 se relaciona naturalmente con la teoría de la representación clásica de grupo de Lie y grupos simétricos.
d = 1: deberíamos considerar condiciones de frontera periódicas dadas por lazos cerrados en una variedad simpléctica compacta {\displaystyle X}. A lo largo de la holonomía (Witten, 1982) rondan esos lazos utilizados en el caso de d = 0 tanto como una lagrangiana se utilice para modificar la hamiltoniana. Para una superficie cerrada {\displaystyle M}, el invariante {\displaystyle Z(M)} de la teoría es el número de mapeos pseudo holomorfos {\displaystyle f:M\rightarrow X} en el sentido de Gromov (son mapeos holomorfas ordinarios si {\displaystyle X} es un variedad de Kaehler). Si este número se convierte en a infinito, es decir, si hay "módulos", entonces nos debemos fijar más datos en {\displaystyle M}. Esto se puede hacer escogiendo algunos puntos {\displaystyle P_{i}} y, a continuación, mirando mapeos holomorfos {\displaystyle f:M\rightarrow X} con {\displaystyle f(P_{i})} obligados a yacer en un hiperplano fijo.(Witten, 1988b) ha escrito la lagrangiana pertinente para esta teoría. Floer ha dado un tratamiento riguroso, homología de Floer, basada en ideas de la teoría de Morse (Witten, 1982), para el caso cuando las condiciones de frontera son el intervalo, en lugar de periodos, los puntos inicial y final de los caminos se encuentran en dos variedades de Lagrange fijas. Esta teoría se ha desarrollado como la teoría de los invariantes de Grómov-Witten.
Otro ejemplo es teoría conforme de campos holomorfa. Esto pudiese no ser estrictamente TTCC en ese entonces, porque los espacios de Hilbert son infinito dimensionales. Las teorías de campo conformes están también relacionadas con el grupo de Lie compacto {\displaystyle G}, en los que la fase clásica consiste en una extensión central del grupo de lazos {\displaystyle LG}. Cuantizar estos, produce los espacios de Hilbert de la teoría de representaciones (proyectivos) irreductibles de {\displaystyle LG}. El grupo {\displaystyle Diff_{+}(S^{1})} ahora sustituye al grupo simétrico y desempeñan un papel importante. La función de partición en tales teorías depende de la compleja estructura: no es puramente topológica
d = 2, el más importante en este caso, es la teoría de Jones-Witten. Aquí, el espacio fase clásico asociado a una superficie cerrada {\displaystyle \Sigma }, es el espacio de módulo plano {\displaystyle G}-fibrado sobre {\displaystyle \Sigma }. La Lagrangiana es un múltiplo entero de la función de Chern-Simons de una {\displaystyle G}-conexión en una 3-variedad (que tiene que ser "enmarcada"). El entero múltiple {\displaystyle k}, llamado el nivel, es un parámetro de la teoría y {\displaystyle k\rightarrow \infty } da el límite clásico. Esta teoría puede ser naturalmente acoplada para con la teoría d = 0 para producir una teoría "relativa". Los detalles han sido descritos por Witten que muestra que la función de partición de un vínculo (enmarcado) en la 3-esfera es sólo el valor del polinomio de Jones para una raíz adecuada de la unidad. La teoría puede definirse sobre el campo ciclotómico. Considerando la superficie de Riemann con frontera, podemos acoplarla a la teoría conforme d = 1 en lugar de hacerlo entre las teorías d = 2 y d = 0. Esta teoría ha sido desarrollada como la Jones-Witten y resultó ser el detonante de la unión de la teoría de nudos y la teoría cuántica.
d = 3, Donaldson ha definido invariante entero de 4-variedades mediante el uso de los espacios de módulo de {\displaystyle SU(2)}- instantones. Estas invariantes son polinomios en la segunda homología. Así 4-variedades deben tener datos extras que consistan en el álgebra simétrica de {\displaystyle H_{2}}.(Witten, 1988a) ha producido una Lagrangiana super-simétrica que reproduzca formalmente la teoría de Donaldson.
La fórmula de Witten podría entenderse como un análogo infinito-dimensional al teorema de Gauss-Bonnet. Posteriormente, esta teoría ha sido más desarrollada y convertida en la teoría de gauge Seiberg-Witten que reduce {\displaystyle SU(2)} a {\displaystyle U(1)} en la teoría de gauge {\displaystyle N=2\ d=4}. La versión Hamiltoniana de la teoría ha sido desarrollada por Floer en el espacio de las conexiones en una 3-variedad. Floer utiliza la función de Chern-Simons, la Lagrangiana de la teoría de Jones-Witten para modificar la Hamiltoniana. En detalle, consulte (Atiyah, 1988).(Witten, 1988a) también ha demostrado cómo uno puede acoplar las teorías d = 3 y d = 1 juntas: Esto es bastante análogo al acoplamiento entre d = 2 y d = 0 en la teoría de Jones-Witten.
Ahora, no consideramos una dimensión fija sino todas las dimensiones al mismo tiempo, a saber, la TTCC es vista como un funtor.

### El caso de un espacio-tiempo fijo
Sea {\displaystyle Bord_{M}} la categoría cuyos morfismos son n-dimensional subvariedades de M y cuyos objetos son componentes conexos de las fronteras de dichas superficies. Considere dos morfismos equivalentes si son homotópicos a través de subvariedades de M y forman así la categoría cociente {\displaystyle hBord_{M}}: los objetos en {\displaystyle hBord_{M}} son los objetos de {\displaystyle Bord_{M}} y los morfismos de {\displaystyle hBord_{M}} son clases de equivalencia homotopicas de morfismos en {\displaystyle Bord_{M}}. Una TTCC en M es un funtor monoidal simétrico de {\displaystyle hBord_{M}} a la categoría de los espacios vectoriales.
Tenga en cuenta que los cobordismos, si coinciden en sus fronteras, se puede coser juntos para formar un nuevo bordismo. Ésta es la ley de composición de morfismos en la categoría de cobordismos. Ya que los funtores son necesarios para preservar la composición, esto dice que el mapeo lineal correspondiente a un morfismo cosido junto es sólo la composición del mapa lineal para cada pieza.
Hay una equivalencia de categorías entre la categoría bidimensional de las TTCCs y la categoría de álgebras de Frobenius.

### Todos los espacio-tiempos n-dimensionales a la vez

El par de pants es un bordismo (1+1)-dimensional, que corresponde a un producto o coproducto en un TTCC 2-dimensional.

Para considerar todos los espacios-tiempo a la vez, es necesario sustituir {\displaystyle hBord_{M}} por una categoría más amplia. Así que sea {\displaystyle Bord_{n}} la categoría de bordismos, es decir, la categoría cuyos morfismos son variedades n-dimensionales con borde, y cuyos objetos son los componentes conectados de los bordes, de las variedades n-dimensionales.
(Tenga en cuenta que cualquier variedad {\displaystyle (n-1)}-dimensional múltiple puede aparecer como un objeto en {\displaystyle Bord_{n}}.) Como el anterior, considere dos morfismos en {\displaystyle Bord_{n}} como equivalentes si son de homotópicos y forman la categoría cociente {\displaystyle hBord_{n}}. {\displaystyle Bord_{n}} es una Categoría monoidal bajo la operación que lleva dos bordismos al bordismo hecho de su unión disjunta. Una TTCC en variedades n-dimensionales, es un funtor de {\displaystyle hBord_{n}} a la categoría de espacios vectoriales, que llevan los uniones disjuntas de bordismos al producto tensorial de ellos.
Por ejemplo, para bordismos (1+1)-dimensionales (bordismos 2-dimensionales entre variedades de dimensión 1), el mapeo asociado a un par de pantalones, da un producto o coproducto, dependiendo de cómo se agrupan los componentes borde ---que es conmutativo o coconmutativo, mientras que el mapeo asociado con un disco da la unidad (traza) o unidad (escalares), según la agrupación de frontera, y por lo tanto TTCCs (1+1)-dimensinales corresponden a álgebras de Frobenius.
Además, consideremos simultáneamente variedades 4,3,2-dimensionales respectivamente, que estén relacionadas por los bordismos anteriores, para luego obtener amplios e importantes ejemplos.

### Desarrollo posterior
Mirando el desarrollo de la TTCC deberíamos considerar que tiene un montón de aplicaciones a la teoría de gauge Seiberg-Witten, teoría de cuerdas topológica, la relación entre la teoría de nudos y la teoría cuántica, y los invariantes cuánticos de nudo. Además, esto ha proporcionado objetos muy interesantes tanto de matemáticas como de física.